# El guardián del paraíso
El guardián del paraíso és una pel·lícula còmica espanyola de 1955 dirigida per Arturo Ruiz-Castillo y Basala i protagonitzada entre altres per Fernando Fernán Gómez i Emma Penella. Mostra un retrat detallat i costumista, del Madrid nocturn dels Àustries en els anys cinquanta.

## Sinopsi
Un sereno de Madrid narra tres històries de les que n'és protagonista: en una ajuda a un poeta alcohòlic a enamorar una xicota, en la segona ajuda una monja a aconseguir una medicina i en la tercera evita un robatori.

## Repartiment
- Fernando Fernán Gómez - Sereno
- José María Rodero - el poeta
- Emma Penella - la monja
- José Isbert - taxista
- Elvira Quintillá - Cecilia
- Antonio Riquelme - El Solomillo
- Félix Dafauce - El Fino
- Rafael Bardem - El Cicatriz

## Premis
Medalles del Cercle d'Escriptors Cinematogràfics
| Any  | Categoria                | Pel·lícula       | Resultat   |
| ---- | ------------------------ | ---------------- | ---------- |
| 1955 | Millor actriu secundària | Elvira Quintillá | Guanyadora |